# Giro de Toscana 2023
La 95.ª edición de la clásica ciclista Giro de Toscana fue una carrera en Italia que se celebró el 13 de septiembre de 2023 con inicio y final en la ciudad de Pontedera sobre un recorrido de 191,5 kilómetros.
La carrera hizo parte del UCI Europe Tour 2023, calendario ciclístico de los Circuitos Continentales UCI, dentro de la categoría 1.1 y fue ganada por el francés Pavel Sivakov del INEOS Grenadiers. Completaron el podio, como segundo y tercer clasificado respectivamente, el ecuatoriano Richard Carapaz del EF Education-EasyPost y el austriaco Felix Großschartner del UAE Emirates.

## Equipos participantes
Tomaron parte en la carrera 18 equipos: 7 de categoría UCI WorldTeam, 6 de categoría UCI ProTeam y 5 de categoría Continental. Formaron así un pelotón de 123 ciclistas de los que acabaron 58. Los equipos participantes fueron:
| WorldTeams (7)- UAE Team Emirates - Astana Qazaqstan Team - Cofidis - EF Education-EasyPost - Ineos Grenadiers - Intermarché-Circus-Wanty - Team Jayco AlUla ProTeams (6)- Team Corratec-Selle Italia - Eolo-Kometa - Euskaltel-Euskadi - Green Project-Bardiani CSF-Faizanè - Q36.5 Pro Cycling Team - TotalEnergies Equipos continentales (5)- Electro Hiper Europa - GW Shimano-Sidermec - MG.K Vis Colors For Peace - Work Service-Vitalcare-Dynatek - Team Technipes #inEmiliaRomagna |
| |

## Clasificación final
- La clasificación finalizó de la siguiente forma:[3]

| \| Clasificación general \| Clasificación general \| Clasificación general \| Clasificación general \| Clasificación general \| \| Ciclista \| Ciclista \| Equipo \| Tiempo \| \| \| --------------------- \| --------------------- \| ------------------------ \| --------------------- \| --------------------- \| \| 1.º \| Pavel Sivakov \| Ineos Grenadiers \| 4 h 25 min 57 s \| \| \| 2.º \| Richard Carapaz \| EF Education-EasyPost \| + 4 s \| \| \| 3.º \| Felix Großschartner \| UAE Team Emirates \| + 45 s \| \| \| 4.º \| Tadej Pogačar \| UAE Team Emirates \| + 1 min 28 s \| \| \| 5.º \| Filippo Zana \| Team Jayco AlUla \| + 1 min 28 s \| \| \| 6.º \| Davide Formolo \| UAE Team Emirates \| + 1 min 33 s \| \| \| 7.º \| Ethan Hayter \| Ineos Grenadiers \| + 1 min 58 s \| \| \| 8.º \| Vincenzo Albanese \| Eolo-Kometa \| + 1 min 58 s \| \| \| 9.º \| Gianluca Brambilla \| Q36.5 Pro Cycling Team \| + 1 min 58 s \| \| \| 10.º \| Georg Zimmermann \| Intermarché-Circus-Wanty \| + 1 min 58 s \| \| |                     |                          |                 |
| |                     |                          |                 |
| Fuente: ProCyclingStats |                     |                          |                 |
| Clasificación general |                     |                          |                 |
| Ciclista | Ciclista            | Equipo                   | Tiempo          |
| 1.º | Pavel Sivakov       | Ineos Grenadiers         | 4 h 25 min 57 s |
| 2.º | Richard Carapaz     | EF Education-EasyPost    | + 4 s           |
| 3.º | Felix Großschartner | UAE Team Emirates        | + 45 s          |
| 4.º | Tadej Pogačar       | UAE Team Emirates        | + 1 min 28 s    |
| 5.º | Filippo Zana        | Team Jayco AlUla         | + 1 min 28 s    |
| 6.º | Davide Formolo      | UAE Team Emirates        | + 1 min 33 s    |
| 7.º | Ethan Hayter        | Ineos Grenadiers         | + 1 min 58 s    |
| 8.º | Vincenzo Albanese   | Eolo-Kometa              | + 1 min 58 s    |
| 9.º | Gianluca Brambilla  | Q36.5 Pro Cycling Team   | + 1 min 58 s    |
| 10.º | Georg Zimmermann    | Intermarché-Circus-Wanty | + 1 min 58 s    |

## UCI World Ranking
El Giro de Toscana otorgó puntos para el UCI World Ranking para corredores de los equipos en las categorías UCI WorldTeam, UCI ProTeam y Continental. Las siguientes tablas muestran el baremo de puntuación y los 10 corredores que obtuvieron más puntos:
| Posición   | 1.º | 2.º | 3.º | 4.º | 5.º | 6.º | 7.º | 8.º | 9.º | 10.º | 11.º | 12.º | 13.º-15.º | 16.º-25.º |
| Puntuación | 125 | 85  | 70  | 60  | 50  | 40  | 35  | 30  | 25  | 20   | 15   | 10   | 5         | 3         |

| Clasificación |                     |                          |        |
| Posición      | Ciclista            | Equipo                   | Puntos |
| ------------- | ------------------- | ------------------------ | ------ |
| 1.º           | Pavel Sivakov       | INEOS Grenadiers         | 125    |
| 2.º           | Richard Carapaz     | EF Education-EasyPost    | 85     |
| 3.º           | Felix Großschartner | UAE Emirates             | 70     |
| 4.º           | Tadej Pogačar       | UAE Emirates             | 60     |
| 5.º           | Filippo Zana        | Jayco AlUla              | 50     |
| 6.º           | Davide Formolo      | UAE Emirates             | 40     |
| 7.º           | Ethan Hayter        | INEOS Grenadiers         | 35     |
| 8.º           | Vincenzo Albanese   | EOLO-KOMETA              | 30     |
| 9.º           | Gianluca Brambilla  | Q36.5                    | 25     |
| 10.º          | Georg Zimmermann    | Intermarché-Circus-Wanty | 20     |